# Euxoa lucida
Euxoa lucida là một loài bướm đêm trong họ Noctuidae.